# District de Hódmezővásárhely
Le district de Hódmezővásárhely (en hongrois : Hódmezővásárhelyi járás) est un des 7 districts du comitat de Csongrád en Hongrie. Créé en 2013, il compte 56 164 habitants et rassemble 4 localités : 2 communes et 2 villes dont Hódmezővásárhely, son chef-lieu.

## Localités
- Hódmezővásárhely
- Mártély
- Mindszent
- Székkutas